# Calomicrus moralesi
Calomicrus moralesi là một loài bọ cánh cứng trong họ Chrysomelidae. Loài này được Codina miêu tả khoa học năm 1963.